# لو اسپخو
لو اسپخو (به اسپانیایی: Lo Espejo) یک شهرستان‌ در شیلی است که در استان سانتیاگو واقع شده‌است. لو اسپخو ۷٫۲ کیلومتر مربع مساحت و ۱۱۲٬۸۰۰ نفر جمعیت دارد.